# Believe again/Brightest Melody/Over The Next Rainbow
「Believe again/Brightest Melody/Over The Next Rainbow」（ビリーブ アゲイン/ブライテスト メロディー/オーバー ザ ネクスト レインボー）は、Saint Snow、Aqours、Saint Aqours Snowのシングル。2019年2月6日にLantisから発売された。楽曲Believe againおよびBrightest Melodyは劇場版『ラブライブ！サンシャイン！！The School Idol Movie Over the Rainbow』の劇中挿入歌。

## 概要
劇場版『ラブライブ！サンシャイン！！The School Idol Movie Over the Rainbow』の挿入歌第3弾。劇中歌を2曲とSaint Aqours Snowの新曲を1曲の計3曲を収録したシングル。ラブライブ!シリーズ初のトリプルA面シングルとなった。
1曲目の「Believe again」は、Saint Snowの楽曲。かつてSaint Snowがラブライブの決勝ステージに立つときが来たらこの曲を歌うことになっていたが、ラブライブ北海道予選で敗退してしまったため披露されることはなかった曲。姉の理想を追い続けるあまり、新たなスクールアイドルのグループ活動がうまくいっていなかった理亞を助けるために行われたAqoursとの「ラブライブ決勝延長戦」のステージで競うことになり披露された。披露した場所は旧函館区公会堂。Saint Snow単独の楽曲がシングルの表題曲になるのは今回が初となる。
2曲目の「Brightest Melody」は、Aqoursの楽曲。「ラブライブ決勝延長戦」のステージでAqoursが披露した曲。センターは高海千歌。劇中では9人のAqoursとしての最後の曲となっており、サビでは衣装が1・2年生のみ白い衣装に変化する演出がなされた。披露した場所は沼津ラクーン屋上庭園。2019年7月13日深夜に生出演した地上波生放送の音楽番組「音楽の日 2019 第二部」、2019年9月7日深夜に生出演した地上波生放送の音楽番組「シブヤノオト and more FES.2019」ではこの曲を披露した。
3曲目の「Over The Next Rainbow」は、Saint Aqours Snowの楽曲。劇場版のインスパイアソングという位置づけになっており、この楽曲のみ劇中では未使用。
初回生産分には「Saint Aqours Snow メンバーカード」が1枚（全11種・ランダム）と、「ラブライブ！サンシャイン!! Aqours 5th LoveLive! 〜Next SPARKLING!!〜」のDay.1&Day.2チケット二次先行抽選申込券が付属する。
キャッチコピーは「Saint Aqours Snow 待望の2ndシングルはトリプルA面！ 消えてゆく虹に約束しよう･･･」。

## チャート成績
2月5日付のオリコンデイリーランキングでは3.0万枚を売り上げ3位にランクイン。2日後の2月7日付では2位にランクアップした。2019年2月18日付オリコン週間シングルランキングで7.0万枚を売り上げて3位にランクイン。Saint Snowにとっては前作「Awaken the power」の初動5.3万を上回り、自身の最高初動記録を更新する形となった。また、Aqoursは前作「逃走迷走メビウスループ/Hop? Stop? Nonstop!」が5位にランクインし、2週連続でAqoursが2枚同時週間トップ5入りとなった。さらにデビュー作からの連続週間5位以内の記録を19作に更新した。
ビルボードにおいてもHot Animationで1位を獲得した。
配信ランキングにおいては、1曲目の「Believe again」が2月6日のiTunesランキングで最高位1位を獲得。Saint Snowの曲が1位を獲得するのは初の快挙となった。ラブライブの楽曲がiTunesトップソング1位になるのは、「WATER BLUE NEW WORLD」以来1年ぶり。オリコンチャートでも2月6日付のデジタルシングルデイリーランキングで1位を獲得。さらに「Brightest Melody」が2位、「Over The Next Rainbow」が3位にランクインし、ラブライブの楽曲がトップ3を独占する結果となった。同一の作品による楽曲のトップ3独占は、2018年8月28日付のデイリーでアイドルマスター シンデレラガールズの楽曲がトップ9独占して以来6ヶ月ぶりであり、同一シングルの収録曲だけでトップ3独占するのは、オリコン史上初の快挙となった。2019年2月18日付の週間デジタルシングルランキングでは、「Believe again」が9000DLを売り上げ6位にランクインした。

## 収録曲
収録内容におけるボーカル曲は太字、ボイスドラマパートは▲印で表記する。
- CD

1. Believe again
  - 作詞：畑亜貴、作曲・編曲：河田貴央
  - 歌：Saint Snow
  - 劇場版『ラブライブ！サンシャイン！！The School Idol Movie Over the Rainbow』挿入歌
2. Brightest Melody
  - 作詞：畑亜貴、作曲：光増ハジメ、編曲：EFFY
  - 歌：Aqours
  - 劇場版『ラブライブ！サンシャイン！！The School Idol Movie Over the Rainbow』挿入歌
3. Over The Next Rainbow
  - 作詞：畑亜貴、作曲：Kanata Okajima、TAKAROT、編曲：TAKAROT、Shinji Tanaka
  - 歌：Saint Aqours Snow
  - 劇場版『ラブライブ！サンシャイン！！The School Idol Movie Over the Rainbow』インスパイアソング
4. 沼津にイカがやってきた！▲
5. 函館のイカか、沼津のイカか▲
6. そしてここにてバレンタイン勝負▲
7. 輝くマイ・スイート・タウン▲

## カバー
Believe again
- 烏森大黒（Lynn）、萬容（山村響） - 2024年11月24日にゲーム『ワールドダイスター 夢のステラリウム』に追加収録。